# Agnieszka Skalniak-Sójka
Agnieszka Skalniak-Sójka   (Krynica-Zdrój, 22 d'abril de 1997) és una ciclista polonesa. Actualment corre a l'equip ciclista femení del Canyon-SRAM Racing. Competeix en ciclisme de carretera.

## Palmarès

### Carretera
- 2015
  -  Campiona d'Europa en contrarrelotge junior
  -  Campiona de Polònia en ruta junior
- 2018
  - Vencedora d'una etapa al Tour de Feminin-O cenu Českého Švýcarska
- 2021
  - 1a al Belgrade GP Woman Tour i vencedora d'una etapa
- 2022
  -  Campiona de Polònia en contrarrelotge
  - 1a a Gracia Orlová i vencedora de tres etapes
  - 1a a la Volta a Bèlgica i vencedora d'una etapa
  - 1a a la Princess Anna Vasa Tour i vencedora de tres etapes
  - 1a al Giro de Toscana-Memorial Michela Fanini i vencedora d'una etapa
  - 1a a la Volta a Estònia
- 2023
  -  Campiona de Polònia en contrarrellotge
- 2025
  -  Campiona de Polònia en contrarrellotge

### Resultats a les Grans Voltes

#### Giro d'Itàlia
- 2024: 50a posició

#### Tour de França
- 2023: 54a posició
- 2024: 87a posició
- 2025: No surt a la 5a etapa

#### Volta a Espanya
- 2025: 53a posició